# 中国参战奖章
中国参战奖章（英語：China Campaign Medal）是美国陆军的一种荣誉奖章，依据美国战争部在1905年1月12日颁发的命令所制订。该奖章用于表彰在20世纪初期义和团运动期间，在美国陆军中中国救济远征军的服役。

## 奖章简介
若要获得中国参战奖章，需美国现役陆军军人在1900年6月20日至1901年5月27日期间在中国履行军事职责，并且履职时需在中国救济远征军。 对于那些在军事行动中有英勇表现的现役军人，还可获颁嘉奖星于中国参战奖章上。
美国海军与中国参战奖章相当的荣誉为中国救济远征奖章。

### 正面
奖章正面主要图案为五爪金龙，图案上方边缘有字样的铭文，下方则是“1900–1901”字样。